# 明日に向って走れ (吉田拓郎のアルバム)
『明日に向って走れ』（あすにむかってはしれ）は、吉田拓郎が1976年5月25日にリリースした6枚目のスタジオ・アルバムである。
アレンジャーに松任谷正隆を迎えたフォーライフ設立後初となるオリジナルアルバム。

## 背景
1976年2月15日からTBSの『サンデースペシャル』枠で、久世光彦企画による音楽番組『セブンスター・ショー』が、日曜日の19時30分〜21時というゴールデンタイムで、7週にわたって放送され、7人（組）のトップスターがスタジオでワンマンライブを披露した。第1週の沢田研二から、森進一、西城秀樹、布施明、かまやつひろし・荒井由実、五木ひろしという並びで、拓郎はシングルリリース直後の3月28日放送で"トリ"を務め、フォークが市民権を得たことを如実に現した。

## ディスクジャケット
アルバムジャケットに写るギターは、拓郎愛用の「ギブソン・J-45」。日本で「J-45」といえば、まず吉田拓郎の名前が挙がる。加藤和彦から15万円で譲り受けた物で、1971年6月にリリースされた『よしだたくろう オン・ステージ ともだち』の中で、このJ-45を使っているため、1970年か、1971年の初めに手に入れたと考えられる。J-45は吉田拓郎の長きに渡る良き相棒として、共に名盤の数々を作り出していく。また、このサンバーストのギターに憧れ、J-45を手に入れた人も少なくなく、その影響力は絶大で、拓郎に続く"拓郎チルドレン"とも呼ばれる世代の浜田省吾や長渕剛がそろってギブソンのラウンドショルダーを弾く。2010年に各地で開催された吉田拓郎展でも、このJ-45が展示された。

## 記録
1972年リリースの『元気です。』から、4作連続オリコンアルバムチャートで週間1位を記録した（3週間連続）。

## 収録曲
- 全作詞・作曲：吉田拓郎（特記以外）、編曲：松任谷正隆

1. 明日に向って走れ
2. 一つの出来事
3. 水無し川
作詞:松本隆
  - かまやつひろしに提供した楽曲のセルフカバー。
4. 僕の車
  - 歌詞にHONDA CIVICが登場する。
5. 我が身可愛く
6. どうしてこんなに悲しいんだろう
アルバム『人間なんて』収録曲のリメイク。
7. 我が家
8. 風の街
作詞:喜多条忠
  - 山田パンダに提供した楽曲のセルフカバー。
9. 午前0時の街
  - 2019年4月よりBS-TBS『町中華で飲ろうぜ』のエンディングテーマとして使用されている。
10. ひとり想えば
「明日に向って走れ」のB面曲。
11. 明日の前に
  - 堺正章に提供した楽曲のセルフカバー。
12. 悲しいのは
作詞:岡本おさみ

## 参加ミュージシャン
- Piano, Electric Piano, Mandolin, Organ, Solina, Banjo, Steel Drum, Triangle, Flat Mandolin, Cenbaro：松任谷正隆
- E.Bass：石山恵三
- Drums：重田真人・成沢彰三
- Electric Guitar：松原正樹・矢島賢
- Steel Guitar：駒沢裕城
- Acoustic Guitar：常富喜雄
- Vocal, Acoustic Guitar, Blues Harp, Cowbell, Bottle Whistle, Ukulele：吉田拓郎
- Background Vocals：The Oils